# Jan Brandt Corstius
Johannes Christiaan (Jan) Brandt Corstius (Rotterdam, 31 december 1908 – Odijk, 3 december 1985) was een Nederlands letterkundige. Hij was medeoprichter van het Humanistisch Verbond.
In 1934 promoveerde Brandt Corstius, telg uit het geslacht Corstius, aan de Rijksuniversiteit Utrecht op het proefschrift Herman Gorter, een bijdrage tot de kennis van zijn leven en werk.  In het interbellum was hij o.m. actief in de "Nederlandsche Bond van Abstinent Studerenden" [N.B.A.S.] en de "Jongeren Vredes Actie" (JVA). Tot 1959 was hij leraar Nederlands aan het Utrechts Stedelijk Gymnasium.
Van de vijfdelige Algemene Literatuurgeschiedenis: geschiedenis van de belangrijkste figuren en stromingen in de wereldliteratuur die tussen 1943 en 1954 gepubliceerd werd, was hij de redacteur van deel 4 Van classicisme naar romantiek 1700-1850 dat in 1954 verscheen. Van 1960 tot 1975 was Brandt Corstius hoogleraar vergelijkende literatuurwetenschap na de Middeleeuwen aan de Rijksuniversiteit Utrecht. Hij publiceerde in tijdschriften en schreef onder meer De dichter Marsman en zijn kring en De muze in het morgenlicht.
Brandt Corstius was de vader van kunsthistorica Liesbeth Brandt Corstius (1940-2022) en van de wis- en taalkundige, schrijver, columnist en literatuurcriticus Hugo Brandt Corstius (1935-2014) én daarmee de grootvader van schrijfster en columniste Aaf Brandt Corstius (1975) en journalist en programmamaker Jelle Brandt Corstius (1978). Hij overleed in 1985 op 76-jarige leeftijd.